# 明心見性
明心見性，或稱明心、見性，東亞佛教（禪宗、淨宗）術語，意為“看見”或“了解”（見）“性”、“本质”（性）或“真面目”，即“看見了自己的真正的本性”，其中“性”指佛性、二諦、法界。以佛法來說，只有明心見性後，再弘揚佛法，才有真實功德。明心見性也是成佛的關鍵，所以有說法叫作「見性成佛」。

## 明心見性的人
真明心見性了，就已經是初住菩薩，且身處在一真法界中了。
聲聞或菩萨初證了明心見性，再因業盡得到了前所未有的出世心，同時也嚐到了從來未有的離繫樂，觀察如來所有的一切功德，自己都有份，能得能成，所以得到無比的歡喜。由於通達(深觀、勝解、證入)法空性，也不再有『不活畏，惡名畏，死畏，墮惡道畏，大眾威德畏』了。
- 明"自心是本空之體"
- 初住菩薩是沒有一樣不能捨的
- 初住菩薩的起心動念已經沒有生滅的染淨之緣了
- 大悲清淨智：心清淨、心自在、心安樂
- 初住菩薩見空性不著相
- 念念流入佛的果海，念念與佛性相應。
- 佛是斷見思惑、塵沙惑、無明惑，業盡情空與福慧圓滿的聖人。
- 佛是以常住不空的佛性之體為性
- 見"常住不空的佛性之體"

## 虛妄心與真實心
禪宗的明心見性，並非是「證阿賴耶識」，並非就是「親證阿賴耶識」，阿賴耶識並非是實證，而非思惟推理的思想。明心見性亦是證得不生不滅、不來不去、不增不減、不斷不常、不一不異的真實心如來藏也。在禪宗典籍《人天眼目》中說到阿賴耶識非是真心，也名之為含藏識，因其能含藏一切萬法，亦含藏從凡夫修至成佛之一切法，亦即無常。故亦非名為如來藏識。唐朝禪宗六祖惠能大師亦說本自清淨的自性心能含藏萬法，故又名之為含藏識，而五陰十八界諸法更是依於此一清淨自性心而能生起諸多作用。北宋克勤圜悟禪師除了說明六、七識心之各別功能外，更直說第八識心即是阿賴耶識，又名之為含藏識，能含藏一切善惡染淨種子。在《大乘密嚴經》中，佛說明阿賴耶識並非即是如來藏，只因邪知邪見而不能證知；更舉出由金塊加工雕飾完成之黃金飾品如：金戒指、金手環等，比之於未加工過之金塊更為勝妙，然在本質上而言，皆是黃金無所差別。《大乘密嚴經》卷三:「阿賴耶識亦復如是，是諸如來清淨之藏。」，也明示阿賴耶識即是如來藏。
依據《妙法莲华经》：釋迦牟尼佛為一大事因緣降生人間，乃是為眾生開、示、悟、入佛的知見緣故。
《妙法莲华经》中又云：佛告舍利弗「諸佛如來但教化菩薩，諸有所作常為一事，唯以佛之知見示悟眾生。舍利弗！如來但以一佛乘故為眾生說法，無有餘乘若二若三。舍利弗！一切十方諸佛，法亦如是……」 由此可知，證悟如來知見－明自本心 (非思量分別之所能解的法) 乃是不共二乘的；也是所有修學菩薩道的佛弟子所應證知的。然而，因為修行者趣向的不同，而從此菩薩藏中立名為三乘：聲聞乘、緣覺乘、菩薩乘。『謂聲聞緣覺異故，但聞四諦理趣證涅盤，是名聲聞藏』；『但樂緣生理趣證涅盤，是名緣覺藏』；『菩薩藏者證佛一切智故。』

### 虛妄心
相對於《摩訶般若波羅蜜多心經》裡所敘述不生不滅、不垢不淨、不增不減的本來自性清淨涅槃真實心，意識心是要藉由許多因緣才能出現，非無因無緣而能出生，故意識心非恒常不滅。譬如經中說:「世尊如是說法：『識因緣故起』」；如《中阿含經》卷五十四中所說: 『如是，識隨緣所生，即彼緣，說緣眼、色生識，生識已，說眼識；如是，耳、鼻、舌、身，緣意、法生識，生識已，說意識。』。由此可知意識乃是緣起緣滅，虛妄不實。又如《佛說頻婆娑羅王經》中 佛言: 『色有生有滅，了知此色有生有滅，受想行識亦復生滅；而彼蘊法，當知有生即知有滅。』
妄心係指眼識、耳識、鼻識、舌識、身識、意識、意根。《雜阿含經》卷十一提及：眼識、耳識、鼻識、舌識、身識、意識，皆是意法為緣生，既是緣生法，將來必將壞滅，非屬真實法亦非常住法，因此可知此六識為妄心；《雜阿含經》卷十一亦提及意根隸屬十八界，因此亦攝屬虛妄法。故妄心非真實法、常住法，又在大乘法中，將妄心稱之為「七轉識」 （參閱《瑜伽師地論》、《成唯識論》）

#### 五陰妄心的出生次第
根據阿含部經典記載，對於五陰中屬於心的四無色陰的無常，隨於因緣而出生有如下次第：
1. 以眼根、色塵為因緣，生『眼識』；以眼根、色塵、眼識三事和合，生『眼觸』；以眼根、色塵、眼識、眼觸為因緣，生『眼受』；以眼根、色塵、眼識、眼觸為因緣，生『眼想』；以眼根、色塵、眼識、眼觸為因緣，生『眼思』；以眼根、色塵、眼識、眼觸為因緣，生『眼愛』。由於眼根、色塵、眼識、眼觸的緣故，所以才有對於色塵相的覺受，和對色塵相的了知，由於眼行於色，然後對於能見、所見種種色法起貪愛執著。
2. 以耳根、聲塵為因緣，生『耳識』；以耳根、聲塵、耳識三事和合，生『耳觸』；以耳根、聲塵、耳識、耳觸為因緣，生『耳受』；以耳根、聲塵、耳識、耳觸為因緣，生『耳想』；以耳根、聲塵、耳識、耳觸為因緣，生『耳思』；以耳根、聲塵、耳識、耳觸為因緣，生『耳愛』。由於耳根、聲塵、耳識、耳觸的緣故，所以才有對於聲塵相的覺受，和對聲塵相的了知，由於耳行於聲，然後對於能聞、所聞種種聲塵法起貪愛執著。由以上所述類推：鼻根、香塵、鼻識，舌根、味塵、舌識，身根、觸塵、身識等識身、觸身、受身、想身、思身以及愛身的生起亦復如是。[17]
3. 以意根、法塵【由眼對色、耳對聲、鼻對香、舌對味、身對觸等諸入所引生之種種法】為因緣出生『意識』；以意根、法塵、意識三事和合出生『意觸』；以意根、法塵、意識、意觸為因緣出生『意受』；由以意根、法塵、意識、意觸為因緣出生『法想』；以意根、法塵、意識、意觸為因緣出生『法思』；以意根、法塵、意識、意觸為因緣出生『法愛』[18]。由於意根、法塵、意識、意觸為緣故，所以才有對於法塵相的覺受，和對法塵相的了知，由於意行於法，而出生了對六塵所引生萬法的能見、能聞、能覺、能知、所見、所聞、所覺、所知，和無止盡的貪愛執著。
4. 由依賴眼、色為緣而出生的『眼識』是虛妄的生滅法，乃至依賴種種法塵、意根為緣而出生的『意識』是虛妄的生滅法，展轉而來的見、聞、覺、知，都是虛妄的生滅法，所以由眼識乃至意識，不論是過去、現在、未來、好的、不好的…乃至於粗的、細的『意識』，一切所有『意識』都是生滅無常的虛妄法，[19]所以受、想、行、識四陰都是虛妄心，都不是能自己存在的緣故，是為妄心的概略出生次第。

#### 十八界略說
十八界者: 眼根、耳根、鼻根、舌根、身根、意根；色塵、聲塵、香塵、味塵、觸塵、法塵；眼識、耳識、鼻識、舌識、身識、意識---六根、六塵、六識總共十八界。

### 真實心
真實心係指第八識，也就是出生七轉識妄心的心體，相較於妄心體性的虛妄不實、變異無常，此真實心的體性真正實有、恆常不動。（參閱《瑜伽師地論》、《成唯識論》）
在《阿含諸經》中，稱此真實心為 本際、如。此心為阿羅漢入涅槃後，獨存不滅的心體，依此真實心的實有，佛說涅槃真實恆常，而非虛妄斷滅。（參閱《雜阿含經》卷六第133經））
在《小品般若經》中，稱此真實心為非非心、無心相心。
在《金剛經》中，則解釋此真實心為：「菩薩應離一切相，發阿耨多羅三藐三菩提心；不應生色心，不應住色聲香味觸法而生色心，應生無無所住心。 」由此可知此真實心與可分別色、聲、香、味、觸、法的七識妄心不同。
在《大乘密嚴經》、《解深密經》中，亦稱此真實心為阿賴耶識、如來藏、阿陀那識。